# Uroctea
Uroctea és un gènere d'aranyes araneomorfes de la família dels ecòbids (Oecobiidae). Fou descrit per primera vegada l'any 1820 per Dufour.
Té una distribució per Euràsia i Àfrica. En alguns moments ha tingut una família pròpia, els uroctèids (Urocteidae). La seva teranyina en tenda és molt similar a Oecobius. A diferència d' Oecobius, Uroctea no té cribel.

## Taxonomia
Segons el World Spider Catalog amb data del 2018, Oecobius te reconegudes les següents 18 espècies:
- Uroctea compactilis  L. Koch, 1878  (Xina, Corea, Japó)
- Uroctea concolor  Simon, 1882  (Iemen)
- Uroctea durandi  (Latreille, 1809)  (Mediterrània)
- Uroctea grossa  Roewer, 1960  (Iran, Afganistan)
- Uroctea hashemitorum  Bosselaers, 1999  (Jordània)
- Uroctea indica  Pocock, 1900  (Índia)
- Uroctea lesserti  Schenkel, 1936  (Xina, Corea)
- Uroctea limbata  (C. L. Koch, 1843)  (Paleàrtic)
- Uroctea manii  Patel, 1987  (India)
- Uroctea matthaii  Dyal, 1935  (Pakistan)
- Uroctea paivani  (Blackwall, 1868)  (I. Canàries, I. Cap Verd)
- Uroctea quinquenotata  Simon, 1910  (Sud-àfrica)
- Uroctea schinzi  Simon, 1887  (Sud-àfrica)
- Uroctea semilimbata  Simon, 1910  (Sud-àfrica)
- Uroctea septemnotata  Tucker, 1920  (Namíbia, Sud-àfrica)
- Uroctea septempunctata  (O. P.-Cambridge, 1872)  (Israel)
- Uroctea sudanensis  Benoit, 1966  (Sudan, Somàlia, Iemen)
- Uroctea thaleri  Rheims, Santos & Harten, 2007  (Turquia, Israel, Iran, Iemen, Índia)

Fòssils
Segons el World Spider Catalog versió 19.0 (2018), existeixen les següents espècies fòssils:
- †Uroctea galloprovincialis Gourret, 1887